# Oulad Aarrad
Oulad Aarrad (en àrab أولاد عراض, Ūlād ʿArrāḍ; en amazic ⵡⵍⴰⴷ ⵄⵕⵕⴰⴹ) és una comuna rural de la província d'El Kelâa des Sraghna, a la regió de Marràqueix-Safi, al Marroc. Segons el cens de 2014 tenia una població total de 5.606 persones.